# XH-17 (航空機)
ヒューズ XH-17
- 用途：クレーン・ヘリコプター
- 製造者：ヒューズ・エアクラフト
(ヒューズ・ヘリコプターズ)
- 初飛行：1952年10月23日
- 生産数：1機
- 退役：1955年12月

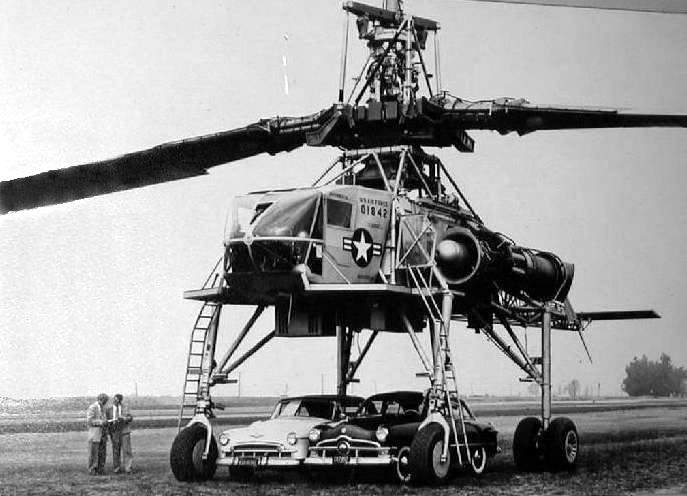
23トンもの積載能力を持つXH-17

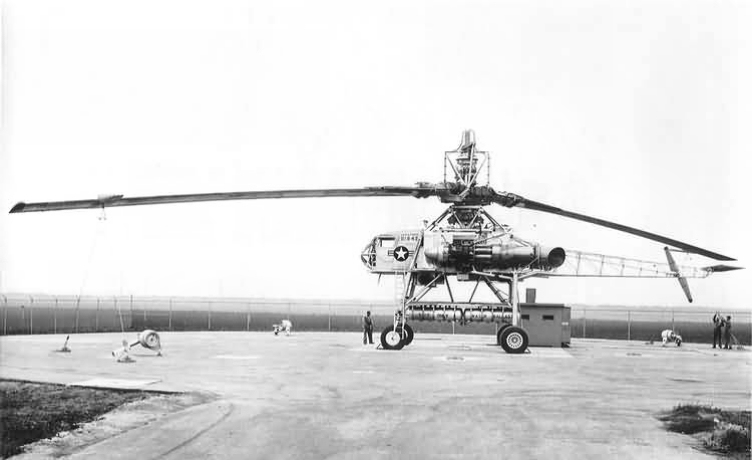
世界一の直径を持つローターが特徴的

ヒューズ XH-17 フライングクレーン（XH-17 "Flying Crane"）は、ヒューズ・エアクラフトのヘリコプター部門で計画された最初のヘリコプターである。
直径134 feet (41 m)の2枚ブレードの主ローターを持つXH-17は、50,000ポンド (23,000 kg)〔 23t 〕以上の総重量を持ち上げる能力を持っていた。
YouTubeでいくつかの動画を見ることが出来る。

## 設計と開発
重量物吊り上げ用回転翼機のXH-17は、15トン以上の荷物を持ち上げられるように設計された。
製作期間の短縮を図るためにXH-17の各部はその他の航空機から流用されていた。前輪はノースアメリカン B-25 ミッチェル爆撃機、後輪はダグラス C-54 スカイマスター輸送機、燃料タンクはボーイング B-29 スーパーフォートレス爆撃機の後部爆弾倉内に搭載する航続距離延長用の「追加燃料タンク」、コックピット部はウェイコ CG-15グライダーの物で、ヨー制御用に使用されるテールローターはシコルスキー H-19のものを流用していた。
1940年代遅くにヒューズ社がヘリコプターの分野に事業を拡大する意欲を大きくしていたところ、1947年8月にヘリコプター製造業者のケレッ（W. Wallace Kellett）が巨大な「XH-17 フライングクレーン」の設計案をヒューズ社へ売却し、ケレット自身もXH-17実験機の開発に関与し続けた。
1948年にXH-17は形となり始め、1952年からカルバーシティ (カリフォルニア州)上空での3年間に渡る飛行試験が行われた。
1953年に、XH-17は50,000ポンド (23,000 kg)〔 23t 〕を超える重量の状態で飛行した。
本機は最大の回転翼直径を持つ航空機として世界記録を保持している。その扱い難さとそれ以上の開発による効果が疑問視されたため、1機が製造されただけであった。
推進方式は通常とは異なり、2基のジェネラル・エレクトリック J35 ターボジェットエンジンを使用してローターハブを通して抽気を送出し、高温の圧縮空気が中空のローターブレード内の耐熱・耐圧配管を通って燃料と混合されるチップジェットまで導かれていた。
飛行中にローターは、毎分88回転 (88 rpm)で静かに回転した。
ローターは中心となる軸ではなく先端で駆動されるため、補正すべきトルク（反作用トルク）はほとんど無く、XH-17のテールローターはその大きなメインローターに比べると極めて小さなものであった。
このチップジェットによるローター駆動方式は燃料効率が低く、テスト機の航続距離は僅か40マイル (64 km)でしかなかった。
XH-28は最大重量104,000ポンド (47,000 kg)〔 47t 〕の派生型であったが、木製モックアップが製作されただけで計画は破棄され、実機が製作されることはなかった。

## 要目
- 乗員：3名（操縦士、機関士、飛行試験技 士 兼 観測員）
- 全長：16.25 m (53 ft 3 in)
- 全高：9.17 m (30 ft 2 in)
- 主回転翼直径：39.62 m (129 ft 11 in)
- 主回転翼円板荷重：11.5 kg/m2 (2.34 lb/ft2) [1]
- 空虚重量：12,956 kg (28,563 lb)
- 全備重量：14,184 kg (31,270 lb)
- 有効搭載重量：4,665 kg (10,284 lb)
- 最大離陸重量：19,731 kg (43,500 lb)
- 発動機： アリソン J35 ターボジェットエンジン × 2基
- 最高速度：145 km/h (90 mph)
- 巡航速度：137 km/h (85 mph)
- 航続距離：64 km (40 mi)
- 巡航高度：3,995 m (13,100 ft)
- 上昇率：8.4 m/s (1,650 ft/min)